# Tour of Borneo
Il Tour of Borneo (it. Giro del Borneo) è una corsa a tappe maschile di ciclismo su strada che si svolge annualmente nello stato di Sabah e nel Territorio federale di Labuan, nella Malaysia orientale, a partire dal 2012. La corsa fa parte dell'UCI Asia Tour ed è classificata dall'Unione Ciclistica Internazionale (UCI) come prova di Classe 2.2. L'edizione 2015 fu vinta dall'estone Peeter Pruus.

## Albo d'oro
Aggiornato all'edizione 2015.
| Anno | Vincitore        | Secondo          | Terzo             |
| ---- | ---------------- | ---------------- | ----------------- |
| 2012 | Michael Torckler | Nathan Earle     | Jonathan Lovelock |
| 2013 | Ghader Mizbani   | Samad Pourseyedi | Joseph Cooper     |
| 2014 | non disputato    | non disputato    | non disputato     |
| 2015 | Peeter Pruus     | Hari Fitrianto   | Mark Galedo       |